# Heidrun Hartmann
Heidrun Elsbeth Klara Osterwald Hartmann, född 5 augusti 1942 i Kolberg, död 11 juli 2016 i Hamburg, var en tysk botaniker.

## Eponym
Heidrun Hartmann har hedrats med följande arter:
- Hartmanthus hallii (L.Bolus) S.A.Hammer
- Hartmanthus pergamenta (L.Bolus) S.A.Hammer

De ingår i familjan Alzoaceae, och har fått släknamnet Hartmanthus
Auktorsnamnet H.E.K.Hartmann kan användas för Heidrun Hartmann i samband med ett vetenskapligt namn inom botaniken; se Wikipediaartiklar som länkar till auktorsnamnet.